# Mokélé-mbembé
Pour les articles homonymes, voir Mbembe.
 (novembre 2022).
Si vous disposez d'ouvrages ou d'articles de référence ou si vous connaissez des sites web de qualité traitant du thème abordé ici, merci de compléter l'article en donnant les références utiles à sa vérifiabilité et en les liant à la section « Notes et références ».
Mokélé-mbembé (signifiant « celui qui peut arrêter le flot de la rivière ») est le nom donné par les Pygmées de la région des marais du Likwala à un animal légendaire supposé vivre, ou avoir vécu, dans les affluents du fleuve Congo qui sert de frontière naturelle entre le Congo-Kinshasa et le Congo-Brazzaville.
Par sa taille et sa morphologie, il pourrait faire penser à un dinosaure sauropodomorphe mais il est parfois décrit comme un mammifère aquatique. Du fait de l'absence de preuve matérielle de son existence, cet animal est un cryptide et relève du domaine de la cryptozoologie.

## Description

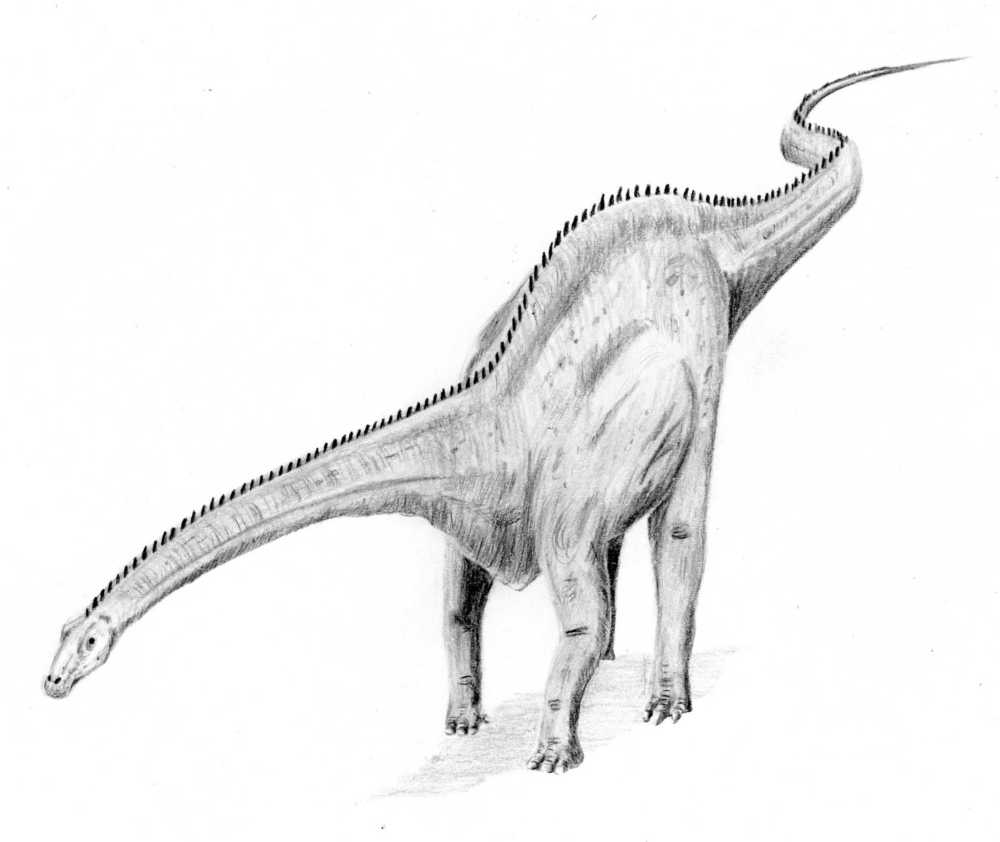
Restitution d'un Sauropode par le paléoartiste Arthur Weasley. Le Mokélé-mbembé serait-il un Dinosaure ?

L'animal est dépeint comme étant d'une taille égale ou supérieure à celle de l'éléphant, de couleur brun-gris, avec une peau lisse, un cou élancé et terminé par une petite tête, et un puissant appendice caudal. Selon certaines des observations reportées, il aurait parfois sur le cou une rangée de crêtes ou de piquants, parfois une petite corne sur le museau, ce qui peut laisser penser à un dimorphisme sexuel. Si on leur présente des images de dinosaures sauropodes dans les livres d'Histoire naturelle, les riverains de la Likwala les admettent comme de possibles Mokélé-mbembé.
Le Mokélé-mbembé se déplacerait selon le niveau des cours d'eau, plus ou moins hauts selon la saison (saison humides et saison sèche. Plusieurs récits font état de pirogues renversées d'un simple coup de queue ou de patte de la créature, qui serait extrêmement agressive et territoriale (mais non carnivore), s'acharnerait sur les hommes tombés à l'eau, et tuerait hippopotames et lamantins sans les dévorer, ni laisser aucune blessure apparente.
D'après les Pygmées de la région des marais du Likwala, cet imposant animal (qu'ils différencient de l'éléphant) se nourrit principalement des fruits d'une plante locale, le Malombo (ou Saba senegalensis), riche en vitamine C, en thiamine, en riboflavine, en niacine, et en vitamine B6.
La créature est appelée Nyamala et Amali au Gabon, Mbokiile-muembe ou Wokélé-mbêmbe au Cameroun et en République du Congo, Diba, Songo, Badigui ou Ngakoula-ngou en Centrafrique.

## Témoignages et expéditions

### Premières mentions
La présence du Mokélé-mbembé est rapportée dans la rivière Ngoko, aux confins du Congo-Brazzaville, du Cameroun et de la Centrafrique, à partir du vingtième siècle, lors d'explorations menées par les occidentaux.

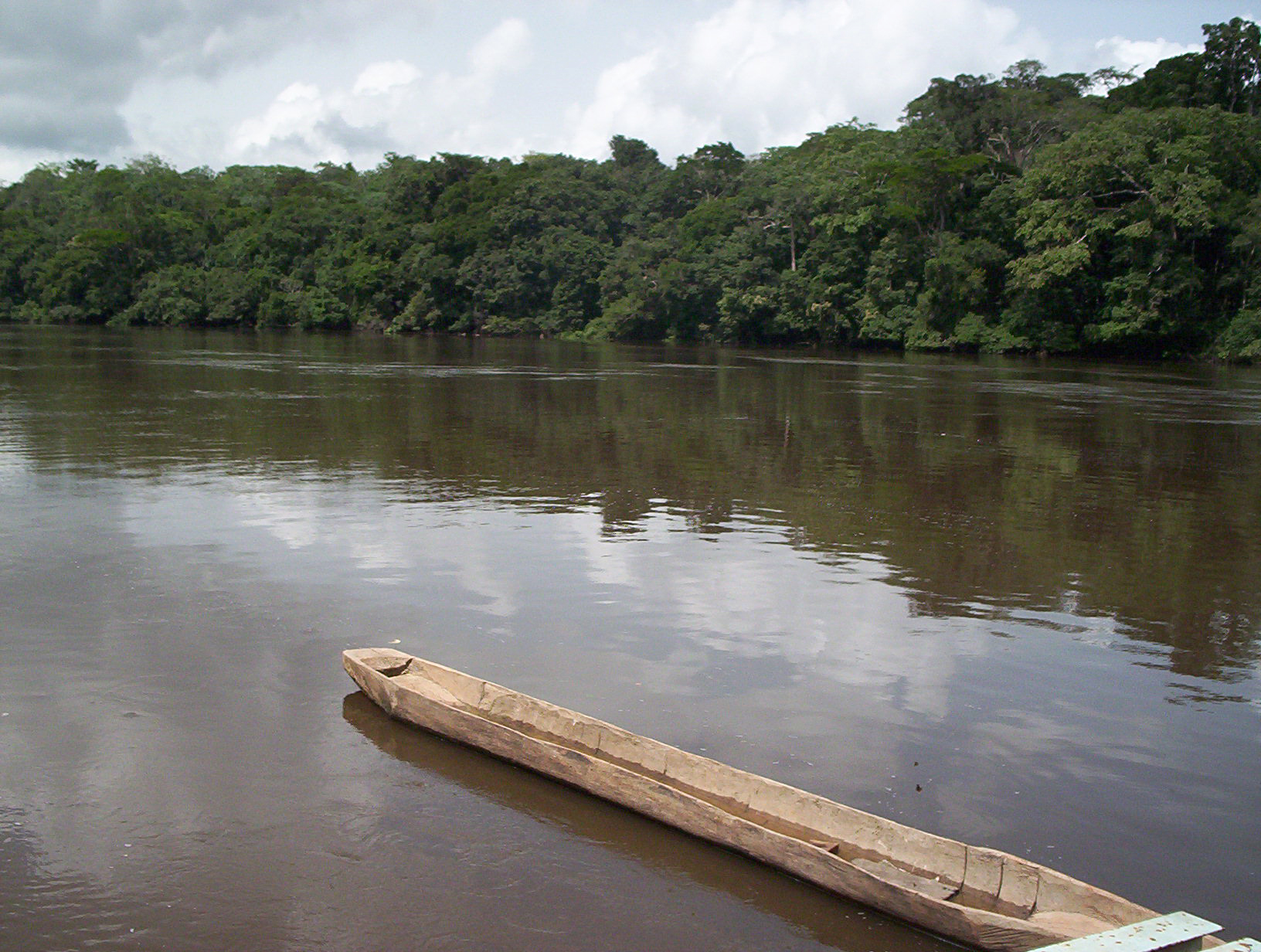
Le Dja, aussi appelé rivière Ngoko, long d'environ 720 km.

Il existe cependant une mention antérieure rapportée en 1776, alors que l'on avait cessé de croire aux dragons mais où l'on ne connaissait pas encore les dinosaures, par l'abbé Liévin-Bonaventure Proyart dans son ouvrage Histoire de Loango, Kakonga et autres royaumes d'Afrique qui relate la découverte d'un groupe de missionnaires au royaume de Kongo :
« Il doit être monstrueux. Les empreintes de ses griffes que l'on a vues par terre ont laissé des traces d'une circonférence d'environ trois pieds. En observant chacune des empreintes et leur disposition, ils ont conclu qu'il n'avait pas couru dans cette partie du chemin, malgré la distance de sept ou huit pieds qui séparait chacune des empreintes ».

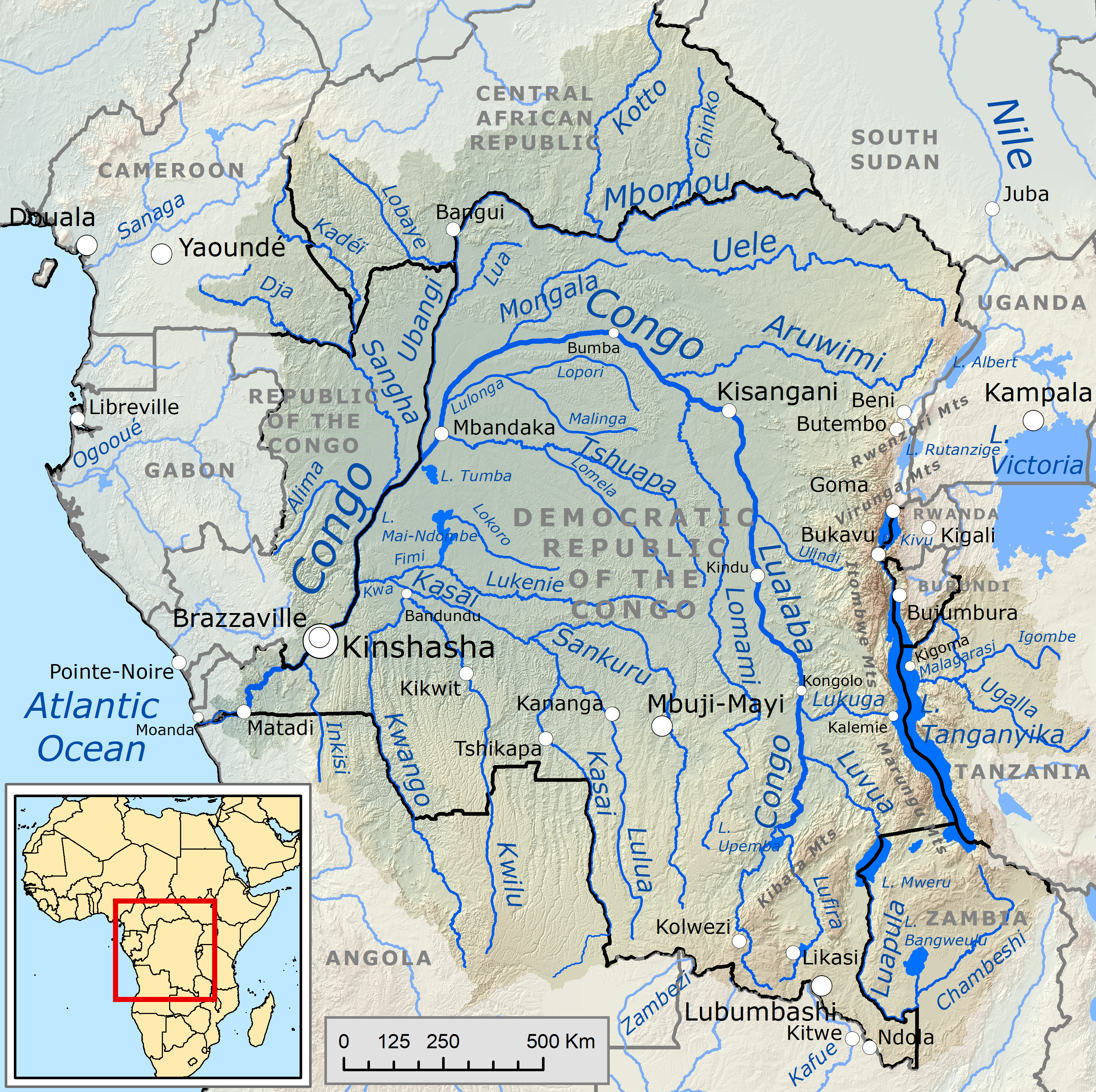
Bassin du Congo.

Des témoignages sur de grands animaux amphibies sont rapportés au fur et à mesure de l'exploration et de la colonisation du continent africain, d'abord au Tchad, en Tanzanie et surtout en Zambie, mais ceux-ci semblent souvent se rapporter à des poissons ou à des lamantins. Néanmoins, marqués par la récente découverte des dinosaures (des fossiles de Brachiosaures sont notamment exhumés en Tanzanie en 1907), beaucoup d'explorateurs, armés de leurs préjugés à propos de l'Afrique qui serait une terre « primitive, figée dans le passé », pensent que des dinosaures pourraient y survivre. Le climat équatorial humide et la végétation luxuriante du bassin du Congo régnaient, pensaient-ils, au Mésozoïque. Enfin, les causes de l'extinction des dinosaures et les violentes mutations climatiques subies par l'Afrique ces derniers millions d'années étant inconnues à l'époque, il n'y avait pas d'empêchement à penser que des dinosaures, comme « fossiles vivants », pourraient ainsi avoir survécu jusqu'à nos jours dans des régions inexplorées à l'instar du sphenodon ou des tortues géantes des Galapagos. Le marchand d'animaux et directeur du zoo de Hambourg, Carl Hagenbeck contribue à répandre ces théories dans son livre Von Tieren und Menschen, paru en 1909,.

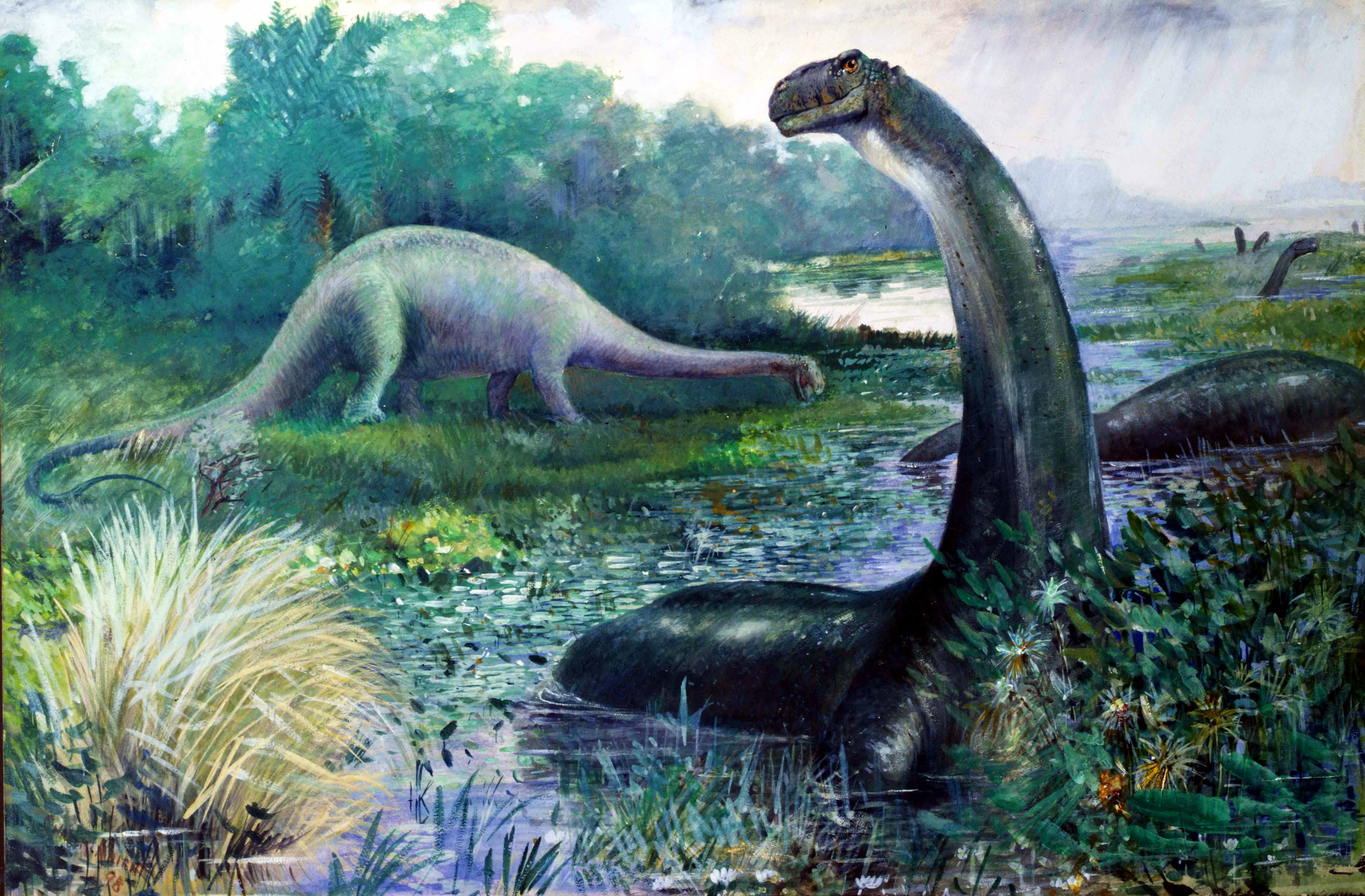
Peinture de Charles R. Knight représentant des Brontosaures (1897). Cette vision erronée des sauropodes comme des animaux aquatiques se rapproche des témoignages au sujet du Mokélé-mbembé.

En 1913, le capitaine Ludwig Freiherr von Stein zu Lausnitz (de), participe à une expédition dans le Cameroun allemand de l'époque (aujourd'hui nord du Congo-Brazzaville). Il entend parler d'une étrange créature appelée Mokélé-mbembé par les autochtones : « L'animal aurait la peau lisse et de couleur gris-brun. Sa taille serait à peu près celle de l'éléphant, celle au moins de l'hippopotame en tout cas […] Les pirogues qui s'approchent de la bête seraient attaquées sur-le-champ et renversées, et les occupants en seraient tués, mais non dévorés. La créature doit se retirer de préférence au sein des cavernes creusées sous la surface de l'eau, dans les berges argileuses […]  La plante favorite de la bête serait une sorte de liane riveraine à grandes fleurs blanches, qui sécrète un latex capable de fournir du 
caoutchouc et donne des fruits ressemblant à des pommes ».
La presse à sensation a vite fait de reprendre les récits, rapidement exagérés et suivis par de nombreux canulars (notamment en 1919), contribuant ainsi à créer un certain engouement pour la « créature » mais décrédibilisant également de potentielles recherches scientifiques. Une situation confuse a tôt fait d'émerger, beaucoup de créatures signalées à travers l'Afrique étant invariablement présentées comme des « Brontosaures », apparences et noms étant souvent mal retranscrits.

### Depuis les années 1950
Bernard Heuvelmans, fondateur de la cryptozoologie, pensait dès 1955 dans son livre Sur la piste des bêtes ignorées, que le Mokélé-mbembé pouvait être le « dernier dragon d'Afrique », et plus précisément un dinosaure du sous-ordre des Sauropodes. Dans un ouvrage ultérieur paru en 1978, il n'exclut cependant pas qu'il pourrait s'agir d'un mammifère ayant acquis par un phénomène de convergence évolutive une apparence semblable à celle d'un sauropode.
En 1979, l’herpétologiste James Powell et le biologiste Roy Mackal (en) de l'Université de Chicago se rendent au Congo-Brazzaville pour rechercher une créature inconnue dans la région de Likwala. Sur la rivière Oubangui, ils rencontrent le missionnaire Eugène Thomas selon lequel « Les témoins décrivent le Mokélé-mbembé avec une tête de serpent, une longue queue fine, de courtes pattes munies de trois griffes ». Mackal est retourné au Congo en 1980 puis en 1981, accompagné d'une plus grande équipe. Il rapporte avoir vu un énorme sillage comme si un très gros animal venait de plonger, alerté par le bruit de la pirogue à moteur, près du lac Télé, mais rien ne permet d'écarter l'hypothèse d'un groupe d'hippopotames,.
La même année, l'ingénieur Herman Regusters et son épouse atteignent aussi le lac et photographient un objet émergeant de l'eau à environ 30 pieds (environ 9 m) de leur radeau pneumatique, qu'ils interprètent comme une créature gigantesque. Depuis, de nombreux témoignages ont circulé à propos de cette créature, provenant de populations autochtones, d'explorateurs, de pasteurs et de scientifiques. L'aventurier français Michel Ballot se rend régulièrement dans le bassin du Congo pour percer à jour le mystère,.
Depuis la fin des années 1980 on constate une diminution importante du nombre de témoignages. Cela peut être interprété comme une diminution de l'engouement pour les histoires invérifiables, ou bien comme un effet de la raréfaction de l'animal à la suite des activités humaines qui bouleversent l’écosystème de la forêt pluviale du Congo (braconnage et déforestation).

### Une existence controversée

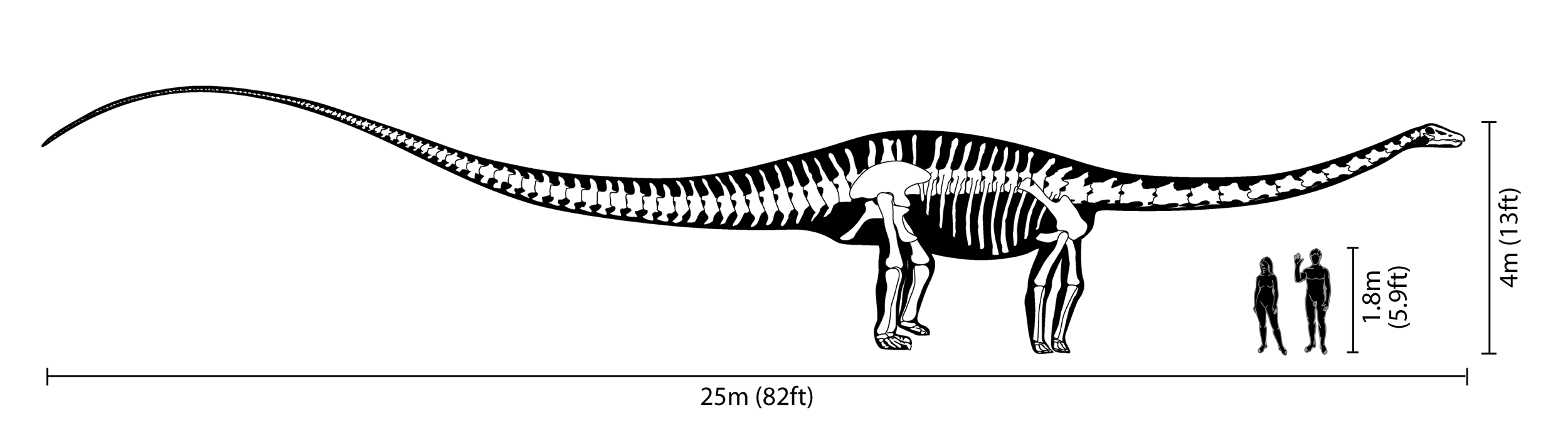
Schéma d'un squelette de Diplodocus, en comparaison avec la taille d'un humain actuel.

Jusqu'à ce jour, aucune expédition n'a pu observer le Mokélé-mbembé, ni trouver de preuve de son existence. Photos plus ou moins floues et témoignages divergents dominent, par exemple concernant des traces de pas d'un animal inconnu. Il existe aussi des images aériennes imprécises d'une expédition japonaise survolant le lac Télé en 1988, rendues publiques en 1992 dans un documentaire de la BBC, Spirits of The Forest.
Les cryptozoologues pensent que le Mokélé-mbembé pourrait être une espèce de dinosaure sauropode descendant directement des titanosaures du Crétacé supérieur. Cela correspond au mode de vie amphibie des sauropodes, tel qu'on l'a imaginé de la fin du XIXe siècle au milieu du XXe siècle, mais cette idée a été abandonnée en l'état actuel des connaissances scientifiques. D'autres penchent pour l'hypothèse d'un mammifère de grande taille, au mode de vie amphibie comme les Hippopotamidae.
Pour les zoologues et ethnologues, le Mokélé-mbembé est un élément de la mythologie pygmée, dont la légende est transmise oralement depuis des générations. Il pourrait aussi s'agir d'une incompréhension par les zoologues européens du vocabulaire pygmée, puisque certains d'entre eux auraient désigné un hippopotame par le même nom. Pour d'autres, le Mokélé-mbembé désignerait un rhinocéros, ou tout simplement un crocodile.
On retrouve le même problème logique que pour le monstre du Loch Ness ou tout autre monstre mythique : pour qu'une espèce d'une telle taille survive à travers les âges par reproduction sexuée, il lui faudrait un grand nombre de représentants, de l'ordre d'un millier au moins. Or aucun témoignage ne mentionne l’apparition de deux Mokélé-mbembé en même temps, ni d’individus juvéniles et encore moins de site de nidification.
L'écrivain britannique Redmond O'Hanlon (en), qui a aussi recherché la « créature », pense qu'elle fait partie de « l'imaginaire mythique » des Pygmées, dont les récits auraient été pris pour des témoignages vécus par les explorateurs européens.

## Expéditions récentes
- 2000 : Gibbons-Wetzel
- 2001 : CryptoSafari, Cameroun
- 2006 : Marcy, rivière Dja[13]
- De 2004 à 2015 : l'association Ngoko, avec l'explorateur Michel Ballot, organise des expéditions en Afrique Centrale sur la piste du Mokélé-mbembé et autres espèces inconnues[14]

## Documentaires
- Spirits of the Forest, film documentaire de la BBC
- Destination Vérité (Destination Truth), série documentaire de (Syfy)
- L’Hypothèse du Mokélé-Mbembé, film documentaire de Marie Voignier tourné au sud du Cameroun et présenté dans de nombreux festivals ainsi qu'au Muséum national d'histoire naturelle[12].

## Dans la culture populaire

### Films
- Le film « Baby, le secret de la légende oubliée », de 1985, est explicitement basé sur les expéditions vraies à la recherche du Mokélé.

### Jeux vidéo
- La créature est brièvement mentionnée dans le 10.5ème jeu de la série Touhou Project (Scarlet Wheather Rhapsody).

## Radio
- La Tête au carré, émission de radio sur France Inter animé par Mathieu Vidard[15].
- La Curiosité est Un Vilain Défaut, émission de radio sur RTL présentée par Sidonie Bonnec et Thomas Hugues[16].
- Les Aventuriers de l'inconnu Sur la piste du Mokélé-Mbembé, 29 juillet 2016, émission de radio sur RTL présentée par Jacques Pradel et Henri Gougaud avec Michel Ballot auteur de l'ouvrage À la recherche du Mokélé-Mbembé.
- Du monstre du Loch Ness au Yéti : sur la piste des créatures mystérieuses, épisode 4 : l'Incroyable Mokélé-Mbembé, le dernier dragon d'Afrique, émission de radio sur La Première (RTBF, Belgique) diffusée le 29 juillet 2023 (https://www.rtbf.be/article/du-monstre-du-loch-ness-au-yeti-sur-la-piste-des-creatures-mysterieuses-10793411)

### Fictions
- Redmond O'Hanlon, O'Hanlon au Congo, Flammarion, 1998  (ISBN 9782080672865)
- Fred Bernard et François Roca, Jeanne et le Mokélé, Albin Michel, 2001, collection Jeunesse,  (ISBN 978-2226119049)
- Fred Bernard, La tendresse des crocodiles, Seuil, 2004  (ISBN 9782020531412)
- 1985 : Baby : Le Secret de la légende oubliée, film d'aventure américain réalisé par Bill L. Norton pour Walt Disney Pictures
- 2012 : The Dinosaur Project, film d'aventure britannique réalisé par Sid Bennett et Tom Pridham.
- Yannick Nory, L'expédition du Mokélé-Mbembé, Versant Sud, 2017  (ISBN 978-2930358888)